# Berthil ter Avest
Berthil ter Avest (Wierden, 19 november 1970) is een Nederlands voormalig voetballer. De middenvelder speelde in Nederland voor onder andere FC Twente en Roda JC en in Duitsland voor Borussia Mönchengladbach.

## Carrière
Ter Avest speelde aanvankelijk voor de amateurclub SVZW Wierden en kwam als 15-jarige in de jeugdopleiding van FC Twente terecht. Op 24 december 1989 maakte hij als invaller zijn eredivisiedebuut in een wedstrijd tegen Willem II. In zijn eerste twee seizoenen scoorde hij acht maal in 47 wedstrijden. Na het seizoen 1990/1991 stapte hij over naar Roda JC, dat hem een betere contractaanbieding deed dan Twente. De transfer stond enige tijd op losse schroeven omdat Ter Avest zijn contract bij FC Twente niet opzegde, waardoor deze stilzwijgend verlengd zou zijn. Ter Avest was drie jaar in dienst van de Limburgse club, maar werd het laatste jaar verhuurd aan FC Groningen. Na een goed seizoen keerde hij vervolgens terug naar FC Twente, waar inmiddels Issy ten Donkelaar, eerder zijn trainer bij de jeugd van Twente, de hoofdtrainer was geworden.
In de zes jaar die volgden groeide Ter Avest uit tot een vaste waarde in het eerste elftal van FC Twente. Hij speelde 176 competitiewedstrijden waarin hij veertien keer scoorde. In seizoen 1997/1998 speelde hij vijf wedstrijden in de UEFA Cup. In 2000 dwong de op dat moment 29-jarige Ter Avest een transfer naar het Duitse Borussia Mönchengladbach af. Na een eerste seizoen waarin hij geregeld speelde, raakte hij echter op een zijspoor en speelde hij nog maar één wedstrijd in anderhalf seizoen. Hij vertrok vervolgens naar De Graafschap. Het seizoen 2002/2003 zou echter zijn laatste seizoen als profvoetballer worden. Zijn contract werd niet verlengd vanwege financiële en gezondheidsredenen. Een achillespeesblessure noopte hem zijn loopbaan te beëindigen. Ter Avest startte na zijn voetballoopbaan met zijn echtgenote een bedrijf in bloemenkaartjes.
In het seizoen 2016-2017 debuteerde Ter Avest als hoofdtrainer bij amateur SV Bon Boys. In 2021 werd hij assistent-trainer bij de FC Twente / Heracles Academie, een functie die hij combineerde met die van trainer bij SV Voorwaarts Twello.